# (2669) Shostakovich
(2669) Shostakovich (1976 YQ2) – planetoida z pasa głównego asteroid okrążająca Słońce w ciągu 4,64 lat w średniej odległości 2,78 j.a. Odkryta 16 grudnia 1976 roku.